# Sthenorytis
Sthenorytis (nomeados, em inglês, wentletraps -pl.; nome derivado do alemão wendeltreppe, cujo significado, traduzido para o português, é "escada em espiral", devido à forma de suas conchas, e assim também denominadas staircase shells ou ladder shells -pl.; em português - PRT -, escalárias -pl.; em castelhano, escalas ou escalarias -pl.) é um gênero de moluscos gastrópodes, marinhos e carnívoros de cnidários, pertencente à família Epitoniidae. Foi classificado por Timothy Abbott Conrad, em 1863; no texto "Catalogue of the Miocene shells of the Atlantic slope", publicado no Proceedings of the Academy of Natural Sciences of Philadelphia. 14; páginas 559-586. Neste gênero, a caribenha Sthenorytis pernobilis (P. Fischer & Bernardi, 1857), de águas profundas, é citada como "a espécie absolutamente mais desejada de todos os epitonídeos", superando Epitonium scalare (Linnaeus, 1758) entre colecionistas.

## Descrição da concha
Conchas em forma de torre, com espiral geralmente alta e coloração de branca a levemente rosada. Com abertura de circular a oval, sem canal sifonal e com o relevo de sua concha geralmente bem esculpido de lamelas ou costelas de crescimento, espaçadas, não sendo esta uma característica única deste gênero. Opérculo córneo e circular, com finas e poucas voltas espirais e com núcleo quase central.

## Espécies deSthenorytis
- Sthenorytis dianae (Hinds, 1844)
- Sthenorytis pernobilis (P. Fischer & Bernardi, 1857)
- Sthenorytis turbina (Dall, 1908)[1]